# Nasukarasuyama
Nasukarasuyama (jap. 那須烏山市 Nasukarasuyama-shi) – miasto w Japonii, w prefekturze Tochigi. Ma powierzchnię 174,35 km². W 2020 r. mieszkało w nim 24 886 osób, w 9 199 gospodarstwach domowych  (w 2010 r. 29 177 osób, w 9 568 gospodarstwach domowych).
Miasto zostało założone 1 października 2005 w wyniku połączenia miast Karasuyama i Minaminasu.